# Messala Severus
Messala Severus o, simplemente, Messala, es el nombre de un personaje de ficción, el antagonista transformado en antihéroe de la novela Ben-Hur: Una historia de Cristo, obra de Lewis Wallace. En el año 1959 se realizó la adaptación cinematográfica, ganadora de once premios Óscar, entre ellos a la mejor película, aparte de otras doce nominaciones. Décadas más tarde, se realizó un remake en 2016.

## Etimología del nombre
El nombre de Messala o Mesala fue muy común en la Roma Republicana. Proviene del latín y significa 'nacido en Messina'. También se utilizó para señalar a un ciudadano romano con gran reputación, prestigioso o célebre: normalmente se asignaba cuando estaba relacionado con ámbito militar, aunque también era común en las artes. Importantes figuras de la Roma Antigua llevaban este nombre, como el cónsul Mario Valerio Máximo Mesala o Marco Valerio Mesala Corvino, un importante general que hacía también las veces de mecenas y de tribuno.

## Biografía del personaje
Dado que hay varias versiones cinematográficas, la historia y las características del personaje en ambas adaptaciones puede cambiar.

### Película de 1959
Messala es un joven romano que entabló una fuerte y especial amistad en su niñez con Judá Ben-Hur, que pertenecía a una de las más importantes y adineradas familias de la ciudad de Jerusalén. Su padre era gobernador de Judea y él acudió a Roma para formarse como militar, mientras que Judá se quedó en su ciudad natal. Años más tarde, aproximadamente en el año 26 Después de Cristo, regresa a Jerusalén, convertido en mayor general militar, con el propósito de transformar a Judea en una provincia de renombre para el Imperio. Para ello, intenta retomar su relación con Ben-Hur, ya que sobre su ilustre familia recaía un importante poder de decisión. Judá, convertido en el cabeza de familia tras la muerte de su padre y en todo un príncipe judío, no acepta las condiciones de Messala de someter a la población al yugo de Roma. Tras una fuerte discusión, ambos se separan y deciden luchar particularmente por sus intereses.
Tiempo después, se realiza en Jerusalén un desfile en honor al nuevo gobernador de la ciudad, Valerius Gratus. Sin embargo, Judá y su familia se ven envueltos sin querer en un atentado contra su vida, puesto que se trató de un accidente. No obstante, Messala interpreta este hecho como una traición, y condena a Judá a pasar el resto de su vida en las galeras, y a su madre y a su hermana las encarcelan. Tras salvar milagrosamente la vida y de pasar de esclavo a convertirse en el hijo adoptivo del consejero romano Quintius Arrius, Judá regresa a Jerusalén y le exige la liberación de su familia. Messala, que lo daba por muerto, accede, pero estas habían contraído la lepra y su celda fue quemada. Entonces Judá, que había prometido renunciar a su venganza si su madre y su hermana le eran devueltas, entra en cólera, y desafía a Messala a una carrera de cuadrigas.
El carro de Messala tenía una ventaja contra sus oponentes y es que los ejes de las ruedas estaban provistos de unas afiladas cuchillas que podían destruir los otros carros si se aproximaban demasiado. Cuando intenta atacar a Ben-Hur con esta táctica fracasa y sale volando por los aires y es pisoteado por las cabalgaduras de los oponentes, resultando mortalmente herido. Messala se niega en rotundo a ser operado sin antes ver a Judá, y en sus últimos momentos, le confiesa que tanto su madre como su hermana están vivas, pero que se encuentran desterradas en el Valle de los Leprosos. Finalmente, Judá opta por pensar que Messala fue en su día una buena persona influenciada bajo el poder de Roma.

### Película de 2016
En este remake, Messala es el hijo adoptivo de familia de Hur, y, por lo tanto, hermano de Judá. Una vez, cuando hacían una carrera montados a caballo, el príncipe judío sufrió un grave accidente, y Messala lo cargó a sus espaldas durante horas hasta llegar a casa. Una vez allí, estuvo toda la noche en vela rezando a sus dioses romanos por la salvación de su hermano que, finalmente, se dio. No obstante, y aunque no le faltaba de nada, Messala no se contentaba con contar historias de viajes a la hermana de Judá, Tirzah, de la que estaba enamorado. Decidió alistarse en el ejército y combatir en Germania y en África, creyendo que convirtiéndose en una persona con reconocimientos limpiaría el nombre de su abuelo, que participó en la traición a Julio César.
Tres años después, regresa a Jerusalén transformado en general, pero tiene que lidiar contra los zelotes, judíos radicales que luchaban por la liberación de Judea del influjo romano. Le hace prometer a Judá que la llegada del nuevo prefecto, Poncio Pilatos, se celebrará sin incidentes, pero en medio del desfile, un joven, que estaba acogido en la casa de Hur, atenta contra su vida. Toda su familia es arrestada y llevada al cuartel, y Messala recrimina a Judá el haber ocultado los nombres de los zelotes partícipes en los ataques a los romanos, y, por ende, el haber permitido ese ataque directamente a Roma. Se le acusa de sedición, y es enviado al puerto de Tiro a morir en las galeras, mientras que su madre y su hermana son condenadas a la crucifixión.
Tras cinco años en las galeras, Judá consigue escapar, y gracias al jeque africano Ilderim se prepara para enfrentarse a su hermano en una carrera de cuadrigas y así cumplir su venganza. Messala acepta el desafío, y en la última vuelta, pocos metros antes de llegar a la meta, sufre un grave accidente y su carro se destruye por completo, dejándole tirado en la arena. Judá lo da por muerto y se arrepiente, pero encuentra la redención cuando descubre que está vivo, aunque con magulladuras y una pierna amputada. Finalmente, ambos terminan perdonándose y se unen, junto a la madre, hermana y esposa de Judá, a la caravana de Ilderim.

## Adaptaciones en el cine
- En la película muda del año 1907, Messala es interpretado por William S. Hart.
- En la superproducción de 1925, Ben-Hur: A tale of Christ el encargado de dar vida a este personaje fue Francis X. Bushman.
- En la película del año 1959, Messala es encarnado por Stephen Boyd, que nunca llegó a tener la fama que esperaba lanzarlo al estrellato con este papel.
- En la animación del año 2003 es Duncan Fraser el encargado de poner la voz a este personaje.
- En la miniserie de 2010 es Stephen Campbell Moore el que interpreta a Messala.
- En el remake de 2016, es el actor británico Toby Kebbell el encargado de darle vida.